# シボレー・LUV
シボレー・LUV（シボレー・ラヴ、Chevrolet LUV ）は、いすゞ・KB(日本名ファスター) ピックアップトラックのリバッジモデルである。LUVはLight Utility Vehicleを表す。
トヨタ・ハイラックス、ダットサントラック、マツダ・BシリーズとそのOEMであるフォード・クーリエ（2、3代目Courier ）などの、ミニトラック市場を独占していた日本製ピックアップトラックへの対抗策として、1972年3月からアメリカ合衆国での販売が始まった。
前年から開始されたGMといすゞとの資本提携後の初の成果となった。
北米市場向けは、1982年以後米国製のシボレー・S-10に代替された。

## 歴史
ピックアップトラックに課される25%の課税（鶏肉税：Chicken taxとして知られる）を免れるために、LUV（フォード・クーリエも同様）は4%の課税だけで済むピックアップトラックから荷台を取り外した「キャブ・シャーシ」状態で輸入された。現地でキャブ・シャーシに荷台が取り付けられ、ピックアップトラックとして販売された。
LUVは伝統的なラダーフレーム・シャシに後輪がリーフスプリング/リジッドアクスルを持ち、前輪はトーションバー・スプリングとAアームを組み合わせたダブルウィッシュボーン式の独立懸架であった。102.4in（2,600mm）のホイールベースと6ft（1,800mm）の荷台長は競合車とほぼ同じ大きさである。
搭載されていた唯一のエンジンは、1.8L直列4気筒SOHCのG180Z型で、出力は75hp（56kW）である。
LUVのボンネットとキャブはフローリアンの車体の前半分を流用したものであった。1974年モデルで僅かに変更されたが最初の大掛かりな変更は1976年に行われ、その年にオプションで3速オートマチックトランスミッション（AT）が追加され、前輪にはディスクブレーキが与えられた。
1977年モデルでは出力が80hp（60kW）に向上し、販売台数は増え続けた。外装も新しくなり、オプションの117.9in（3,000mm）のホイールベースに7.5ft（2,300mm）の荷台が組み合わされたロングモデルが追加され、1978年の販売数は71,145台に昇った。
1979年にモータートレンド（Motor Trend ）誌が注目した四輪駆動車がLUVに導入され、この車がトラック・オブ・ザ・イヤー賞を受賞した。販売数は最高の100,192台を記録した。
1981年モデルでデザインが一新され、ホイールベースは1.9in延長されて104.3in（2,650mm）となった。ガソリンエンジンは同型のものであったが、LUVに58hp（43kW）/4,300rpmと93ft•lbf（126.1 Nm）/2,200rpmのいすゞ製C223ディーゼルエンジンが追加された。この新型エンジンを搭載した2WDディーゼルLUVは街中で33 mpg-US(7.1L/100km;40mpg-imp)、高速道で44mpg-US (5.3L/100km;53mpg-imp)の燃料消費率を発揮し、今までで最も燃費性能の優れたトラックの1台である。このエンジンは信頼性が高いことでも知られ、多くのこの年代物のLUVはオーバーホールを要するまで500,000マイル(800,000km)の走行距離に達している。シボレーは1982年以降は独自のS-10小型トラックのために米国内でのLUVの販売を停止したが、同じ年に米国内でのいすゞ製ピックアップトラックの販売はいすゞ・パップ（Isuzu Pup ）の名称に切り替わった。

## 現在
LUVの名称は今でもいすゞ・D-MAXのバッジエンジニアリング版に使用されている。このモデルは非公式に英国でピックアップや商用車ディーラーで英国でのいすゞ・ロデオのもう一つの選択肢として販売されていた。
近年ではLUVは、イラク政府が様々な地方や国家警察で使用するために購入する多くの車種の一つとなっている。

## 南アメリカ製シボレー・LUV
このいすゞのピックアップトラックは、チリでも日本から持ち込んだコンプリート・ノックダウン部品を用いて「アリカ」にあるシボレー工場で2005年10月まで（LUV D-Maxに代替された）組み立てが行われた。開始時はK-26とK-28の組み立てが行われ、1988年に40%の国内生産部品を使用したTF型に替わり、1993年からはボリビア、ペルー、アルゼンチン、メキシコ、ウルグアイ、パラグアイ、コロンビアへの輸出で成功した。総計で220,000台が生産された。
1980年末にはコロンビアのボゴタでコルモトーレス（Colmotores）社とエクアドルのキトでオムニバスBB（Omnibus BB Transportes 、現ゼネラル・モータース エクアドル）による組み立てが行われた。これはアンデス諸国への軽ピックアップトラックの初めての導入となり、80hp (60kW)の1,600cc、4気筒エンジンで1t積みという仕様であった。
現在ではエクアドエルのキトでシボレーのバッジを着けたいすゞ・D-MAXが生産され、コロンビアとベネズエラの市場へ輸出されている。
1999年にタイ王国から進出してきたThai Rung Union Carは、チリのアリカにあるシボレー工場がシボレー・LUV ワゴンとグランドLUVを製造するために自社のグランド・アドヴェンチャー（Grand Adventure）のボディ部品を供給したが、成功とはいえなかった。

## 悪評
シボレー・LUVは出力不足ではあったものの信頼性に富み高品質の駆動系を持っていたが、錆に関しては重大な問題を抱えていた。生産された最後の年に南アメリカから米国に海路で運搬されたほぼ半数のLUVに到着した時点でフレームに海水による腐食の錆が発見された。ドライブ・トレインの状態が完璧な走行距離の多いLUVを見つけることはそう難しいことではないが、錆によりフレームの途中で折れているものがある。